# Clara Bow
Pour les articles homonymes, voir Bow et It Girl (homonymie).
 (août 2016).
Si vous disposez d'ouvrages ou d'articles de référence ou si vous connaissez des sites web de qualité traitant du thème abordé ici, merci de compléter l'article en donnant les références utiles à sa vérifiabilité et en les liant à la section « Notes et références ».
Clara Bow est une actrice américaine, née le 29 juillet 1905 à New York et morte le 27 septembre 1965 à Culver City. Elle fut l'un des premiers sex-symbol du cinéma muet,.
Principalement connue sous le surnom de It Girl après le film It (Le Coup de foudre en français) en 1927, elle joue dans 46 films muets et 11 films parlants entre 1922, et 1933, année de sa retraite, parmi lesquels d'incontestables réussites dont Kid Boots (1926). Sa présence dans un film aurait assuré aux investisseurs, un « retour sûr » sur investissement de deux contre un. Elle est un modèle des garçonnes, ou flappers, des années 1920.
À la suite de divers scandales liés à ses mœurs très libres, et après son mariage avec l'acteur Rex Bell en 1932, Clara Bow arrête sa carrière pour élever ses enfants, Tony Beldon (née en 1934) et George Beldon, Jr. (né en 1938) au sein d'une ferme dans le Nevada.

## Biographie

### Des débuts misérables: les braises de Brooklyn

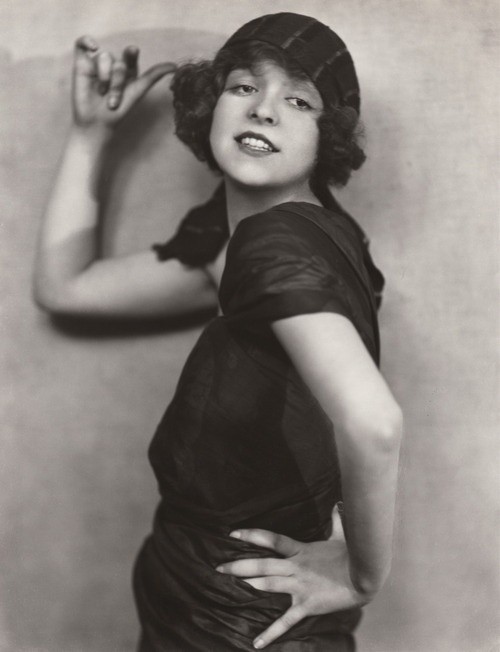
Clara Bow en 1921.

Clara Bow est née dans un quartier pauvre de Brooklyn, à New York, dernière fille d'un couple ayant déjà perdu deux premières filles en bas âge. Elle passe une enfance solitaire et misérable entre un père très souvent absent et incapable de subvenir aux besoins de sa famille et une mère épileptique et psychotique, prostituée occasionnelle. Afin de s'évader de cette atmosphère oppressante, la jeune Clara développe un goût immodéré pour le cinéma. De cette époque elle tire sa détermination à devenir actrice.

### Succès précoces au cinéma et premiers scandales
À l'âge de seize ans, en 1921, Clara se présente au concours annuel du magazine Fame and Fortune et remporte le premier prix. Cela lui permet d'obtenir un rôle dans Beyond the Rainbow en 1922. Malheureusement les scènes tournées sont retirées au montage et Clara se trouve forcée de prendre un emploi dans un bureau. Cependant, elle s'acharne, soutenue par son père. Après un petit rôle dénudé non crédité dans Les Ennemis de la femme (Enemies of Women), elle décroche un rôle de garçon manqué dans Le Harpon (Down to the Sea in Ships) d'Elmer Clifton, en 1923, une prestation qui lui vaudra des critiques élogieuses. Puis c'est un rôle dans Son premier amour (The Daring Years) et, à nouveau, un rôle de garçon manqué dans Grit, un film qui traite de la délinquance juvénile, écrit par F. Scott Fitzgerald en 1924. Bow rencontre également son premier petit ami, le cameraman Arthur Jacobson (en), et fait la connaissance du réalisateur Frank Tuttle avec qui elle travaillera en vedette par la suite.

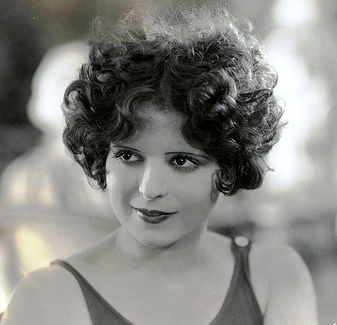
Clara Bow en 1927.

Grâce à Ernst Lubitsch, dans Ma femme et son flirt (Kiss Me Again), Clara devient une nouvelle figure sexy du cinéma. Elle a une relation avec Sam Jaffe, directeur de production du studio et beau-frère de B. P. Schulberg, le grand patron et fondateur de Preferred Pictures (en), ainsi qu'avec l'acteur mexicain Gilbert Roland, sa covedette dans Quand on a vingt ans (The Plastic Age) de Wesley Ruggles, film qui donne un coup d'envoi à sa carrière. Sa cote grimpe ; payée 750 dollars par semaine, elle est louée 3 000 dollars par semaine par Schulberg à d'autres studios.
Lorsque Preferred Pictures est absorbée par Paramount Pictures, Schulberg obtient carte blanche et décide de faire de Clara Bow sa première étoile. Il commence par faire courir des ragots sur sa protégée. Elle obtient le premier rôle dans Mantrap réalisé par Victor Fleming. Elle entre alors dans le saint des saints. Fleming, futur réalisateur d'Autant en emporte le vent, sort tout juste d'une aventure avec Norma Shearer, et Clara Bow et lui entament une liaison, tandis qu'elle vit avec Roland. Il la dirige ensuite dans l'exotique Hula.
Le premier scandale qui touche l'actrice est provoqué par un étudiant avec qui elle a déjeuné et qui simule un suicide par désespoir d'amour. Clara Bow devient la femme fatale préférée du public américain. Puis, alors que son mariage avec Roland est annoncé par le service publicitaire de la Paramount, elle a des aventures avec ses partenaires Lawrence Gray et Eddie Cantor sur le tournage de Kid Boots, qui marque les retrouvailles avec Tuttle (Le Meurtre du canari (The Canary Murder Case) avec Louise Brooks en 1929), et remporte un franc succès. Le studio prélève 500 dollars, versés sur un compte bloqué, sur son salaire renégocié. En cas de nouveau scandale, le compte lui sera confisqué.
Par la suite, elle tourne avec William A. Wellman Les Ailes (Wings), premier film de combat aérien, considéré comme un des principaux chefs-d'œuvre du Hollywood muet. L'actrice le retrouvera l'année suivante, en 1928,  pour Tu ne tueras pas ! (Ladies of the Mob) avec également Richard Arlen en gangster. Mais c'est dans le registre de la comédie qu'elle s'impose bientôt.

### La «It Girl»

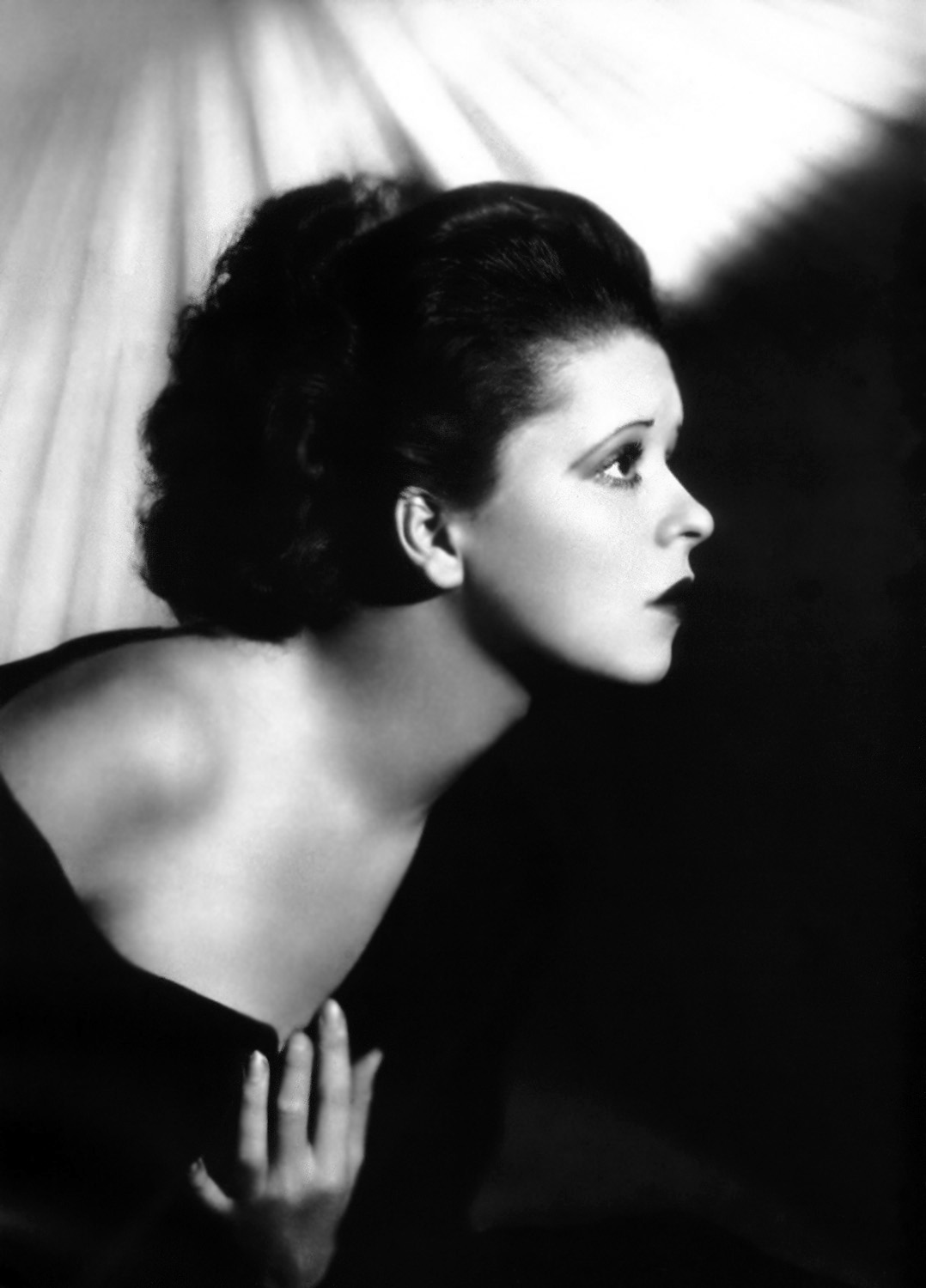
Clara Bow en 1927.

En 1925, la Paramount ayant sous contrat le « volcan polonais » en la personne de Pola Negri, Schulberg avait essayé de lancer Clara Bow sous le surnom de « brasier de Brooklyn » – sans succès.. En 1926, le producteur lit It, roman de la scénariste anglaise, Elinor Glyn. Il la rémunère 50 000 dollars pour faire de Clara l'incarnation de It, autrement dit le sex appeal version années folles. L'adaptation du roman est lointaine - Bow joue une petite vendeuse qui décide d'appliquer les préceptes du livre - mais le film et son interprète remportent un triomphe qui inaugure une fructueuse collaboration entre le réalisateur Clarence G. Badger et la romancière Elinor Glyn  : La Belle aux cheveux roux (Red Hair), L'amour joue et gagne (Three Week Ends). Clara Bow passera à la postérité sous le nom de It Girl.

### Atermoiements et scandales
La rumeur lui prête une liaison avec Fredric March, son partenaire dans Les Endiablées (The Wild Party). Elle préfère s'afficher avec Harry Richman, le « roi de Broadway du moment », et devient la meilleure publicité de celui-ci qui ambitionne de succéder à Al Jolson. L'annonce de leurs fiançailles ne crée pas de remous particuliers ; le public et les journaux, blasés, ne croient plus aux fiançailles sans cesse renouvelées de Clara Bow.
Bow jette ensuite son dévolu sur Rex Bell, ancien livreur de matériel à la Fox et son partenaire dans True to the Navy, autre film mis en scène par Tuttle, devenu son metteur en scène régulier. À côté, l'actrice numéro un du box-office, travaille aussi avec Malcolm St. Clair, A. Edward Sutherland qui fut le mari de Louise Brooks, et Lothar Mendes qui filmera quelques années plus tard Le Juif Süss. Désormais elle donne la réplique d'égal à égal à des comédiens illustres : Warner Baxter, George Bancroft, et aux jeunes premiers les plus séduisants : Gary Cooper, March, Antonio Moreno et Charles 'Buddy' Rogers.
Les scandales s'accumulent et les échotiers s'en font les chroniqueurs cruels. Le comique Jolson y fait des allusions appuyées à la radio ; des articles assassins sapent le crédit de l'actrice. Elle-même accorde un entretien dévastateur à un tabloïd qui donnera d'elle l'image d'une femme infidèle et sans cervelle. La toute-puissante Commission du Code Hays veut l'obliger à choisir entre épouser Rex Bell ou abandonner le cinéma. Clara semble un temps pencher vers la seconde solution. Cependant, la Paramount choisit de la faire tourner dans Her Wedding Night (réalisé par Tuttle). Elle y interprète une star nymphomane et attire le public en foule.

### Le dernier scandale

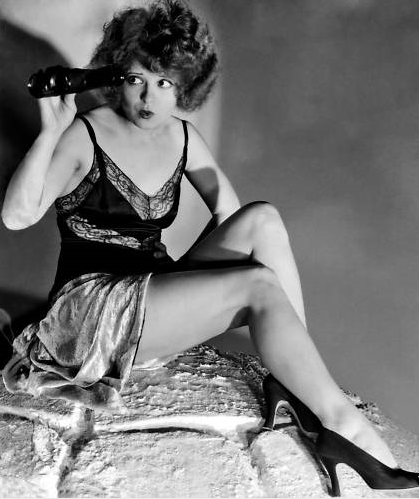
Clara Bow en 1930.

Après son renvoi, la secrétaire de Clara Bow menace de vendre la correspondance privée de la star si 125 000 dollars ne lui sont pas versés. Si l'employée est inculpée d'extorsion de fonds sous trente-cinq chefs d'accusation, le procès ruine la carrière de Bow. Pour la remercier de n'avoir révélé qu'une infime partie de sa vie privée, elle implora la clémence du juge.
Le film suivant de la It Girl est un échec, Clara Bow a lassé aussi bien le public que le studio. Le Coast Reporter publie « une interminable liste des amants de Clara » avec des détails pour le moins choquants, allant jusqu'à la zoophilie et la syphilis – cette dernière étant jugée « une juste rétribution de ses péchés ». Le propriétaire du journal propose de vendre le journal de Clara Bow 25 000 dollars et envoie pour cela des exemplaires du brûlot aux fonctionnaires de la Commission Hays : il est inculpé pour avoir fait circuler par voie de poste des documents obscènes. Au terme de ces épreuves, Clara Bow s'écroule, incapable de travailler. Elle est renvoyée par la Paramount. Elle a vingt-cinq ans.

### Une longue retraite
Bow quitte Hollywood avec Rex Bell pour un ranch au Nevada. Ils se marient peu de temps après à Las Vegas. Cependant la star est loin d'être oubliée : elle reçoit des propositions de tous les studios – sauf la Paramount – car sa célébrité est intacte. Elle signe un contrat de 250 000 dollars pour deux films à la Fox.
Fille de feu (Call Her Savage) est l'ultime collaboration avec Frank Lloyd, avec pour partenaire son ancien amant Gilbert Roland. Le public salue ce retour avec enthousiasme et ses nouveaux patrons offrent à Clara Bow, pour la remercier de sa performance, un voyage en Europe. La star américaine sera particulièrement frappée par la liberté qui semble régner à Paris devant le spectacle des Folies-Bergère.
Dans son film suivant, Houp là (Hoopla), son rôle de danseuse sexy ameute moins les foules. Clara Bow se retire définitivement de l'écran et de la vie publique. De sa seconde vie, on sait peu de choses : Clara demeure mariée avec Rex Bell, elle aura deux enfants, séjournera en hôpital psychiatrique, fera des études, ne se manifestant qu'à de rares occasions dans la sphère cinématographique : ainsi elle écrira son admiration à un tout jeune Marlon Brando mais celui-ci traitera par le mépris la missive, n'ayant pas la moindre idée de qui la lui envoie.
Le livre Hollywood Babylon répandit la légende que l'amitié de Bow avec les membres de la session 1927 de l'équipe universitaire de football de Californie du sud (dont le futur John Wayne) incluait des activités sexuelles de groupe avec toute l'équipe. Cette information fut finalement démentie par son biographe, David Stenn, qui a réalisé des interviews des membres encore vivants de cette équipe au cours de recherches pour son livre. Au cours de sa vie, Bow a été l'objet des rumeurs les plus folles sur sa vie sexuelle, la plupart d'entre elles s'étant révélées fausses.

## Filmographie

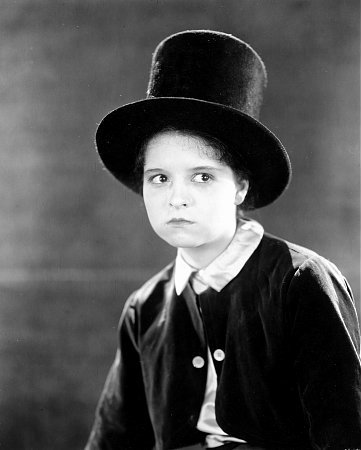
Clara Bow dans Down to the Sea in Ships (Le Harpon) en 1923.

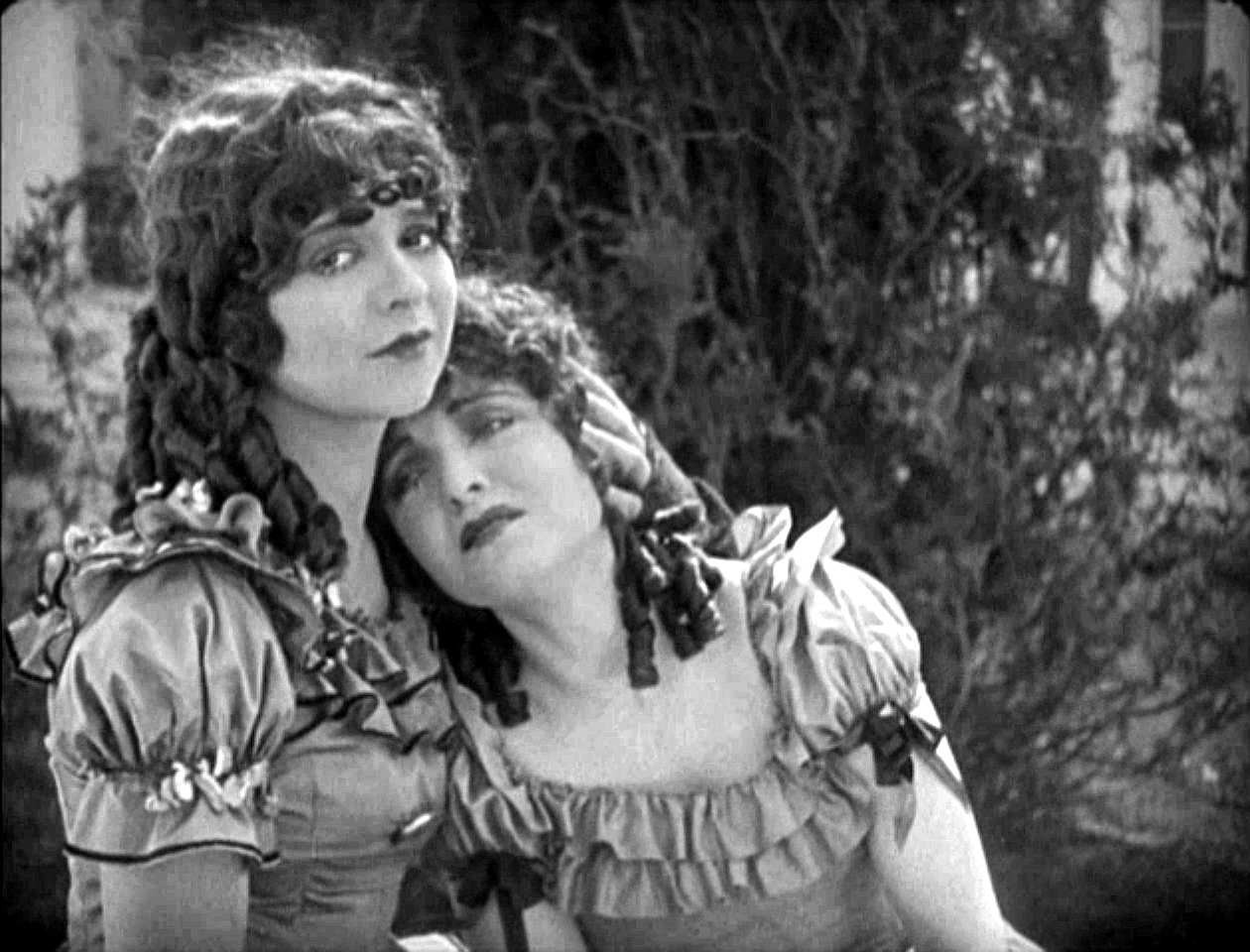
Clara Bow et Ethel Shannon dans Maytime en 1923.

### Films muets
- 1922 : Beyond the Rainbow de Christy Cabanne : Virginia Gardener
- 1923 : Le Harpon (Down to the Sea in Ships) d'Elmer Clifton : 'Dot' Morgan
- 1923 : Les Ennemis de la femme (Ennemies of Women) d'Alan Crosland : Fille dansant sur la table
- 1923 : The Pill Pounder de Gregory La Cava (court métrage)
- 1923 : Son premier amour (The Daring Years) de Kenneth S. Webb : Mary
- 1923 : Maytime de Louis Gasnier : Alice Tremaine
- 1923 : Black Oxen de Frank Lloyd : Janet Ogelthorpe
- 1924 : Grit de Frank Tuttle : Orchid McGonigle
- 1924 : Poisoned Paradise de Louis Gasnier : Margot LeBlanc
- 1924 : Daughters of Pleasure de William Beaudine : Lila Millas
- 1924 : Wine de Louis Gasnier : Angela Warriner
- 1924 : Empty Hearts d'Alfred Santell : Rosalie
- 1924 : Helen's Babies de William A. Seiter : Alice Mayton
- 1924 : O sole mio (This Woman) de Phil Rosen : Aline Sturdevant
- 1924 : Cœur de chien (Black Lightning) de James P. Hogan : Martha Larned
- 1925 : Pari tragique (Capital Punishment) de James P. Hogan : Delia Tate
- 1925 : The Adventurous Sex de Charles Giblyn : La fille
- 1925 : Eve's Lover de Roy Del Ruth : Rena D'Arcy
- 1925 : The Lawful Cheater de Frank O'Connor : Molly Burns
- 1925 : The Scarlet West de John G. Adolfi : Miriam
- 1925 : My Lady's Lips de James P. Hogan : Lola Lombard
- 1925 : Parisian Love de Louis Gasnier : Marie
- 1925 : Ma femme et son flirt (Kiss Me Again) d'Ernst Lubitsch : Grizette
- 1925 : The Keeper of the Bees de James Leo Meehan : Lolly Cameron
- 1925 : The Primrose Path d'Harry O. Hoyt : Marilyn Merrill
- 1925 : Free to Love de Frank O'Connor : Marie Anthony
- 1925 : Sans crier gare! (The Best Bad Man) de John G. Blystone : Peggy Swain
- 1925 : Quand on a vingt ans (The Plastic Age) de Wesley Ruggles : Cynthia Day
- 1925 : The Ancient Mariner de Chester Bennett et Henry Otto : Doris
- 1925 : My Lady of Whims de Dallas M. Fitzgerald : Prudence Severn
- 1926 : Shadow of the Law de Wallace Worsley : Mary Brophy
- 1926 : Two Can Play de Nat Ross : Dorothy Hammis
- 1926 : Dancing Mothers d'Herbert Brenon : Kittens Westcourt
- 1926 : Son fils avait raison (Fascinating Youth) de Sam Wood : elle-même
- 1926 : The Runaway de William C. de Mille : Cynthia Meade
- 1926 : Mantrap de Victor Fleming : Alverna
- 1926 : Kid Boots de Frank Tuttle : Clara McCoy
- 1927 : Le Coup de foudre (It) de Clarence G. Badger et Josef von Sternberg : Betty Lou Spence
- 1927 : Les Enfants du divorce (Children of Divorce) de Frank Lloyd et Josef von Sternberg (non crédité) : Kitty Flanders
- 1927 : Rough House Rosie de Frank R. Strayer : Rosie O'Reilly
- 1927 : Les Ailes (Wings) de William A. Wellman : Mary Preston
- 1927 : Hula de Victor Fleming : Hula Calhoun
- 1927 : Il faut que tu m'épouses (Get Your Man) de Dorothy Arzner : Nancy Worthington
- 1928 : La Belle aux cheveux roux (Red Hair) de Clarence G. Badger : Bubbles McCoy
- 1928 : Tu ne tueras pas ! (Ladies of the Mob) de William A. Wellman : Yvonne
- 1928 : Quand la flotte atterrit (The Fleet's In) de Malcolm St. Clair : Trixie Deane
- 1928 : L'amour joue et gagne (Three Week Ends) de Clarence G. Badger : Gladys O'Brien

### Films parlants
- 1929 : Les Endiablées (The Wild Party) de Dorothy Arzner : Stella Ames
- 1929 : La Danseuse de corde (Dangerous Curves), réalisé par Lothar Mendes : Pat Delaney
- 1929 : La Cadette (The Saturday Night Kid) d'A. Edward Sutherland : Mayme
- 1930 : Paramount on Parade film à sketches
- 1930 : True to the Navy de Frank Tuttle : Ruby Nolan
- 1930 : Love Among the Millionaires de Frank Tuttle : Pepper Whipple
- 1930 : Her Wedding Night de Frank Tuttle : Norma Martin
- 1931 : No Limit de Frank Tuttle : Helen 'Bunny' O'Day
- 1931 : Kick In de Richard Wallace : Molly Hewes
- 1932 : Fille de feu (Call Her Savage) de John Francis Dillon : Nasa 'Dynamite' Springer
- 1933 : Houp là (Hoop-La) de Frank Lloyd : Lou

## Distinctions
- 1924 : WAMPAS Baby Stars
- 1960 : Hollywood Walk of Fame (étoile située au 1500 Vine Street)

## Postérité

### Dans la littérature
Clara Bow apparaît comme personnage d'un roman de Sophie Pujas, Le Sourire de Gary Cooper, édité en 2017.

### Au cinéma
Margot Robbie incarne le personnage Nellie LaRoy, directement inspiré de Clara Bow, dans le film Babylon de Damien Chazelle, sorti en 2022.

### Dans la musique
La dernière chanson de l'album The Tortured Poets Department (2024) de Taylor Swift s'intitule Clara Bow.